# Kosten

Gewinnschwelle (Break-even-Point) aus Erlös und Kosten

Kosten (englisch cost) sind in der Wirtschaft die monetären Belastungen, die einer Wirtschaftseinheit gemäß einer geeigneten Kalkulation durch die Nutzung von Produktionsfaktoren entstehen. Der Kostenbegriff wird sowohl in der Betriebswirtschaftslehre als auch in der Volkswirtschaftslehre verwendet und hat dort – wegen des unterschiedlichen Aggregationsgrades beider Einzelwissenschaften – einen unterschiedlichen Begriffsinhalt.

## Etymologie
Das Wort „Kosten“ stammt aus dem mittelhochdeutschen „kost(e)“ für „Wert, Preis, Geldmittel, Ausgaben“, das wiederum aus lateinisch costa für „Aufwand an Geldmitteln, Preis, Wert“ abgeleitet ist. Das Wort „Kosten“ ist sprachlich ein Pluraletantum, kommt also nur im Plural vor. Für eine einheitliche Begriffsverwendung sorgte 1929 der Betriebswirt Erwin Geldmacher, der unter anderem die noch heute gültige Unterscheidung und Abgrenzung der Grundbegriffe wie Aufwand, Erfolg, Erlös, Ertrag, Leistung und Kosten vorschlug. Auf dieser Grundlage befasst sich die Kostentheorie als Teilgebiet der Produktions- und Kostentheorie mit Kosteneinflussgrößen, Kostenhöhe und Kostenarten und zeigt mittels Kostenfunktionen die optimale Gestaltung der Kosten durch das Kostenmanagement auf, das Kostensenkungen anstrebt.

## Abgrenzung gegen andere Rechnungsgrößen
Kosten und Erlöse werden als Begriffspaar im internen Rechnungswesen, insbesondere in der Kosten- und Leistungsrechnung verwendet. 
Es ist jedoch zu beachten, dass Erlöse nicht mit Leistung zu verwechseln sind. 
Kosten und Erlöse sind kalkulatorische Größen. Sie tauchen weder in den Zahlungen des Unternehmens noch in Buchhaltung, Bilanz und Gewinn- und Verlustrechnung auf.

### Aufwand und Ertrag
Aufwand und Ertrag bilden das analoge Begriffspaar im externen Rechnungswesen und werden zur Erstellung einer periodisierten Gewinn- und Verlustrechnung sowie zur Erstellung einer Bilanz verwendet. Zur Ermittlung von gewinnwirksamen Aufwänden und Erträgen werden Leistungen des Unternehmens und damit verbundene Zahlungen einem Geschäftsjahr periodengerecht zugewiesen. Dies erfolgt über Abgrenzungen und Abschreibungen, mit denen Aufwand und Ertrag aus der Geschäftstätigkeit demjenigen Geschäftsjahr zugeordnet werden, dem sie wirtschaftlich zugehören, unabhängig davon, ob der Zahlungsvorgang in einem anderen Geschäftsjahr stattgefunden hat oder stattfinden wird.

### Ausgaben und Einnahmen
Ausgaben und Einnahmen sind ebenfalls dem externen Rechnungswesen, bzw. der Buchführung, zuzuordnen. Sie entstehen, wenn etwas gekauft bzw. verkauft wurde, unabhängig davon ob es schon bezahlt wurde oder nicht. Sobald effektive Zahlungen erfolgen, werden Ausgaben und Einnahmen zu Auszahlung und Einzahlung. 

### Aus-  und Einzahlungen
Aus- und Einzahlungen sind die grundlegenden Rechengrößen der Investitionsrechnung und des Treasury. Sie bestimmen die Liquiditätsreserven des Unternehmens. 

### Unterschiede zwischen den Größen
Unterschiede zwischen Kosten und Aufwand können beispielsweise entstehen, wenn
- Vorgänge unterschiedlich bewertet werden, wie etwa kalkulatorische Abschreibung und bilanzielle Abschreibung (ersteres stellt Kosten dar, letzteres Aufwand);
- Kosten angesetzt werden, die im externen Rechnungswesen keine Entsprechung haben (beispielsweise kalkulatorische Zinsen oder Unternehmerlöhne).

Kosten sind nicht per se einem Geschäftsjahr oder einer Zeitperiode zugeordnet. Oftmals werden bei einem Kostenvergleich diskontierte Größen miteinander verglichen. Kosten sind weiterhin ein wesentlicher Bestandteil von Preiskalkulationen. Dabei werden in der Regel Erwartungswerte betrachtet, so dass die einkalkulierten Kosten keine direkte Entsprechung in Zahlungen oder Aufwänden haben. Hinzu kommen kalkulatorische Kostenelemente wie z. B. Wagniskosten. 

## Fixkosten und variable Kosten
Die Gesamtkosten {\displaystyle K} für eine Güterproduktion können als Kostenfunktion in Abhängigkeit von der Produktionsmenge dargestellt werden. Dabei wird ein konstanter Anteil {\displaystyle K_{fix}} (Fixkosten) und ein von der Produktionsmenge {\displaystyle M} abhängiger Kostenanteil {\displaystyle K_{var}} (variable Kosten) unterschieden:
{\displaystyle K=K_{fix}+K_{var}(M)}
Bezogen auf eine einzelne Produktionseinheit gilt entsprechend, dass sich die Stückkosten oder durchschnittlichen totalen Kosten ({\displaystyle k}) aus durchschnittlichen Fixkosten ({\displaystyle k_{fix}}) und durchschnittlichen variablen Kosten ({\displaystyle k_{var}}) zusammensetzen: 
{\displaystyle k=k_{fix}+k_{var}},         mit {\displaystyle k_{fix}={\frac {K_{fix}}{M}}} und {\displaystyle k_{var}={\frac {K_{var}}{M}}}
Der Fixkostenanteil einer Produktionseinheit sinkt also mit steigender Produktionsmenge. Ein verbreiteter Sonderfall ist, dass die variablen Kosten {\displaystyle K_{var}} zur Produktionsmenge proportional und somit {\displaystyle k_{var}} konstant ist. In diesem Fall sinken die Vollkosten pro Einheit mit steigender Menge. Hohe Fixkosten und konstante oder mit der Produktionsmenge sinkende variable Stückkosten {\displaystyle k_{var}} sind die idealen Rahmenbedingungen für die Massenproduktion. 
Der Unterschied zwischen Erlösen und variablen Kosten wird als Deckungsbeitrag bezeichnet. Es handelt sich also um den Betrag, der zur Deckung der Fixkosten zur Verfügung steht.
Die Unterscheidung in Fixkosten und variable Kosten hängt vom Betrachtungszeitraum ab. Bei genügend langfristig gewähltem Betrachtungszeitraum sind alle Kosten variabel. Nicht immer ist die Zuordnung eindeutig möglich. Man spricht dann von quasi-fixen Kosten (etwa der Arbeitseinsatz mit gleichzeitig variablen und fixen Kostenanteilen: Lohnkosten, Kosten für Kantinen, sanitäre Einrichtungen etc.).
Von grundlegender Bedeutung sind in der Mikroökonomie auch die Grenzkosten, d. h. die Kosten einer zusätzlich produzierten Einheit. Sind die variablen Kosten zur Produktionsmenge proportional ({\displaystyle k_{var}} konstant), dann entsprechen die Grenzkosten den variablen Kosten. Im Allgemeinen ergeben sind die Grenzkosten als Ableitung der Kostenfunktion.

## Kosten- und Leistungsrechnung
Kosten beeinflussen erheblich die Ertragslage und die Geschäftsentscheidungen von Unternehmen. Die Kosten- und Leistungsrechnung gibt dem Management die dafür nötigen Steuerungsinformationen und einen tieferen Einblick in die Profitabilität einzelner Geschäftstätigkeiten. Mit ihrer Hilfe wird das operative Geschäft anhand von Plan-, Soll- und Istdaten überwacht. Wesentliche Elemente einer solchen Rechnung sind:
- Kostenträger: Produkte und Dienstleistungen oder Handelsgeschäfte, mit denen das Unternehmen Erlöse erwirtschaftet.
- Kostenstellen: Bereiche oder Organisationseinheiten in Unternehmen, die durch ihre Beteiligung am Produktionsprozess Kosten verursachen. Kostenstellen dienen der Kostenkontrolle. Dafür wird einer Kostenstelle ein Kostenstellenverantwortlicher und oftmals ein Budget zugewiesen. Alle anfallenden Kosten müssen in einer Kostenstelle verbucht werden.
- Kostenarten: Kategorisierung von Kosten z. B. Personalkosten, Lagerkosten, Materialkosten, Zinsaufwand.
- Kostenträgerrechnung: Die verursachungsgerechte Zuweisung von Kosten zu einzelnen Kostenträgern des Unternehmens.

Bei der Kostenträgerrechnung wird zwischen direkt einem Kostenträger zurechenbaren Kosten (Einzelkosten) und nicht direkt zurechenbaren Kosten (Gemeinkosten) unterschieden. Die Gemeinkosten werden über Umlageschlüssel auf die Kostenträger verteilt. Über eine Vollkostenrechnung werden den Kostenträgern zunächst ihre Erlöse und direkt zurechenbare variable Kosten zugewiesen (Deckungsbeitrag 1), dann immer indirekter mit dem Kostenträger verbundene Kosten zugeschlüsselt (höhere Deckungsbeiträge) bis alle Kosten zugeordnet sind und der Beitrag aller Kostenträger am Unternehmensergebnis sichtbar wird. 
Werden die Gesamtkosten durch die Umsatzerlöse gerade gedeckt, liegt Kostendeckung vor, mit der die Gewinnschwelle erreicht wird. Erst bei Überschreiten der Gewinnschwelle entsteht ein Gewinn. 
Unternehmen werden je nach vorherrschenden Kostenstrukturen als personalintensiv, lagerintensiv, materialintensiv oder kapitalintensiv klassifiziert. 

## Klassifizierungen von Kosten

### Kostenkategorien
Kostenkategorien sind Kosten, die sich bezüglich bestimmter Einflussgrößen gleichartig verhalten. Als Kriterium zur Bildung von Kostenkategorien wird hierbei das Verhalten der Kosten gegenüber wichtigen Kosteneinflussgrößen herausgestellt:
| Kosteneinflussgröße                       | Kostenkategorie |
| ----------------------------------------- | --- |
| Abhängigkeit vom Beschäftigungsgrad       | fixe Kosten und sprungfixe Kosten, variable Kosten und Mischkosten |
| Orientierung an der Beschäftigung         | Sollkosten und Istkosten |
| Zurechnung zum Kostenträger               | Einzelkosten und Gemeinkosten |
| Verrechnung auf Kostenträger              | Vollkosten und Teilkosten |
| Produktionsfaktoren                       | Primärkosten und Sekundärkosten |
| Beziehung zur Gewinn- und Verlustrechnung | Grundkosten, Anderskosten und Zusatzkosten |
| Liquiditätswirksamkeit                    | pagatorische Kosten und kalkulatorische Kosten |
| Entscheidungsrelevanz                     | entscheidungsrelevante Kosten und entscheidungsirrelevante Kosten |
| Verrechnung auf Produktionsmenge          | Gesamtkosten und Stückkosten |
| Zeitfaktor                                | Plankosten, Normalkosten und Istkosten |
| Neue Institutionenökonomik                | Transaktionskosten bei der Durchführung täglicher Transaktionen; bei der Durchführung einmaliger Transaktionen können diese ex ante (Kosten des Vorlaufs) und ex post (Kosten für die Nachsorge) sein. |

Die Kostenkategorien sind der Regel nicht überschneidungsfrei, sondern verschiedene Betrachtungsperspektiven auf ein und dieselbe Grundgesamtheit, nämlich den zu betrachtenden Kostenblock. Beispielsweise sind Einzelkosten häufig auch variabel und können Istkosten oder Plankosten sein. Das Kostenmanagement findet unter anderem in diesen Kostenkategorien Ansatzpunkte zur zielorientierten Beeinflussung der Kosten. Um die Gesamtkosten in einzelne Kostenarten aufgliedern zu können, ist eine Kostenauflösung erforderlich.
Die Einführung der pagatorischen Kosten geht auf Helmut Koch zurück. Der entscheidungsorientierte Kostenbegriff stammt von Paul Riebel. Entscheidungsorientierte Kosten werden untersucht, um Handlungsalternativen zu bewerten, deren Realisierung diese Kosten auslösen würde. Sie gehen insbesondere in eine Investitionsrechnung ein.

### Kostenarten
In der betriebswirtschaftlichen Kosten- und Leistungsrechnung werden unterschiedliche Kostenarten unterschieden. Häufig sind spezifischen Kostenbegriffe mit einem bestimmten Wirtschaftszweig verbunden. Im Bankwesen kennt man beispielsweise die Betriebs- und Wertkosten, Betriebskosten gibt es allgemein in der Betriebswirtschaftslehre oder speziell im Immobilienwesen. Ferner gibt es unter anderem Agenturkosten, Anpassungskosten, Anwaltskosten, Arbeitskosten, Autonomiekosten, Baukosten, Betriebsmittelkosten, Bürokratiekosten, Bezugskosten, Dienstleistungskosten, Energiekosten, Fahrtkosten, Faktorkosten, Fehlerkosten, Fehlerfolgekosten, Fehlmengenkosten, Fertigungskosten, Finanzierungskosten, Forschungs- und Entwicklungskosten, Geldbeschaffungskosten, Gerichtskosten, Handlungskosten, Informationskosten, Istkosten, Kapitalkosten, Konfliktkosten, Kostensteuern, Lebenshaltungskosten, Leerkosten, Lohnkosten, Materialkosten, Nebenkosten, Normalkosten, Notarkosten, Nutzkosten, Opportunitätskosten, Primärkosten,  Prozesskosten, Qualitätskosten, Raumkosten, Refinanzierungskosten, Reisekosten, Reproduktionskosten, Risikokosten, Sachkosten, Sekundärkosten, Selbstkosten, Sollkosten, Sozialkosten, Standardkosten, Transaktionskosten, Transportkosten, Umweltkosten, Unfallkosten, Versandkosten, versunkene Kosten, Verwaltungskosten, Wechselkosten oder Werbekosten.

## Kosten in der Volkswirtschaft

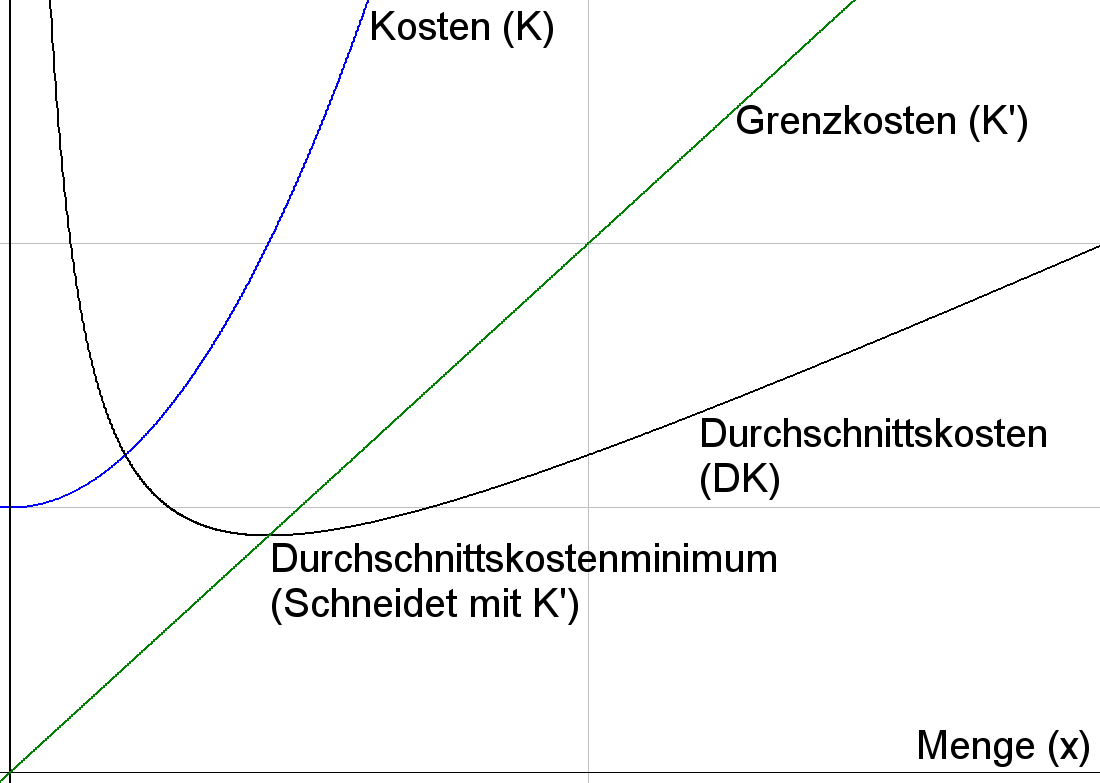
Kostenfunktion graphisch

Mit dem Begriff Faktorkosten werden in der Volkswirtschaftslehre auf dem Faktormarkt jene Kosten bezeichnet, welche durch die Nachfrager nach Produktionsfaktoren zu tragen sind. Die volkswirtschaftlichen Produktionsfaktoren Arbeit, Boden, Kapital und Unternehmerleistung haben wegen ihrer Knappheit einen Preis, der entsprechend Arbeitslohn, Bodenrente (Miete oder Pacht), Zins und Unternehmerlohn genannt wird. Diese Preise stellen Faktorkosten für diejenigen Marktteilnehmer dar, die Produktionsfaktoren nachfragen. Diese Preise fließen korrespondierend als Faktoreinkommen an diejenigen Wirtschaftssubjekte, die sich durch den Einsatz von Produktionsfaktoren an der Entstehung des Bruttosozialproduktes beteiligt haben. Das Faktoreinkommen setzt sich entsprechend aus Arbeitseinkommen, Miet-/Pachtzinseinkommen, Kapitalerträgen und Gewinnen zusammen. 
Kosten bezeichnen in der Regel den mit Marktpreisen bewerteten Einsatz von Produktionsfaktoren bei der Herstellung von Gütern und Dienstleistungen. 
Soziale Kosten als Sonderfall externer Effekte werden die unkompensierten Auswirkungen ökonomischer Entscheidungen auf Unbeteiligte, also Auswirkungen, für die niemand bezahlt oder einen Ausgleich erhält, genannt. Beispielsweise wird durch das Angebot eines Billiganbieters der Gewinn konkurrierender Unternehmen geschmälert. Externe Effekte sind oftmals positiv. Zum Beispiel kann durch die Ansiedlung eines Unternehmens eine ganze Stadt einen Aufschwung nehmen.
Versunkene Kosten nennt man Kosten, die getragen werden müssen und durch künftige Entscheidungen nicht mehr beeinflusst werden können. Hierzu gehören beispielsweise Kosten des Markteintritts und Marktaustritts von Marktteilnehmern oder Fehlinvestitionen.

## Rechtsfragen
Die wichtigsten Kostenarten sind auch Rechtsbegriffe, die sich aus § 275 HGB ergeben. Beim Gesamtkostenverfahren sind in der Gewinn- und Verlustrechnung nach § 275 Abs. 2 HGB Material-, Personalkosten, Abschreibungen und Zinsaufwand gesondert auszuweisen. Gemäß § 275 Abs. 3 HGB sind beim Umsatzkostenverfahren zusätzlich Vertriebskosten und allgemeine Verwaltungskosten aufzuführen. Weitere Rechtsbegriffe sind die Anschaffungskosten und die Herstellungskosten des § 255 Abs. 2 HGB mit bilanzrechtlichen Legaldefinitionen.